# 대한제과협회
대한제과협회는 1963년 1월 창설된 대한민국의 제과·제빵계를 대표하는 단체이다. 1963년에 대한빵과자업협회를 세웠고, 1980년 12월 2일에 현재의 명칭으로 바뀌었다.

## 지회·지부
| 지역           | 지회/지부 |
| -------------- | --- |
| 서울특별시     | 중부, 성북, 서부, 동작·관악, 도봉, 남부, 강북, 강남·서초, 양천, 성동·광진, 마포, 동부, 노원, 강서, 강동·송파지회 |
| 인천광역시     | 인천지회, 미추홀, 부평, 연수, 계양, 남동, 서, 중·동지부                                                          |
| 경기도         | 경기도지회, 의정부, 오산, 안산, 수원, 부천, 군포·의왕, 평택, 용인, 안양, 시흥, 성남, 남양주·구리, 고양지부       |
| 강원도         | 강원(원주)지회, 속초, 강릉지부                                                                                   |
| 대전광역시     | 대전지회, 동, 유성, 대덕, 서, 중지부                                                                             |
| 충청남도       | 충남(천안)지회, 당진, 금산, 아산, 논산, 공주지부                                                                 |
| 충청북도       | 충북(청주)지회, 충주지부                                                                                         |
| 광주광역시     | 광주지회, 남, 북, 광산, 동, 서지부                                                                               |
| 전라북도       | 전북(전주)지회, 남원, 군산, 익산, 김제, 정읍지부                                                                 |
| 전라남도       | 화순, 순천, 광양, 여수, 목포지부                                                                                 |
| 대구광역시     | 대구경북지회, 달서, 북, 수성, 남, 동, 서지부                                                                     |
| 경상북도       | 포항, 김천, 경주, 안동, 구미, 경산지부                                                                           |
| 부산광역시     | 부산지회, 서, 동, 부산진, 남, 사상, 사하, 해운대, 중, 영도, 동래, 연제, 수영, 북, 금정지부                       |
| 울산광역시     | 울산지회, 동, 울주, 남, 북, 중지부                                                                               |
| 경상남도       | 경남지회, 창원, 거제, 통영, 밀양, 김해지부                                                                       |
| 제주특별자치도 | 제주지회, 서귀포지부                                                                                             |

## 조직
- 회장
- 부회장
- 감사
- 이사단

### 역대 회장
| 대수      | 이름   | 임기                              | 비고 |
| --------- | ------ | --------------------------------- | ---- |
| 제1~7대   | 조승환 | 1963년 1월 18일 ~ 1974년 2월 16일 |      |
| 제8대     | 신창근 | 1974년 2월 16일 ~ 1975년 2월 27일 |      |
| 제9대     | 김봉룡 | 1975년 2월 27일 ~ 1977년 2월 26일 |      |
| 제10~11대 | 이봉상 | 1977년 2월 26일 ~ 1981년 2월 28일 |      |
| 제12대    | 한정희 | 1981년 2월 28일 ~ 1983년 2월 25일 |      |
| 제13~14대 | 이건배 | 1983년 2월 25일 ~ 1987년 2월 19일 |      |
| 제15대    | 김충복 | 1987년 2월 19일 ~ 1989년 2월 28일 |      |
| 제16~17대 | 박병주 | 1989년 2월 28일 ~ 1993년 2월 17일 |      |
| 제18~20대 | 이홍경 | 1993년 2월 17일 ~ 1999년 2월 23일 |      |
| 제21대    | 권상범 | 1999년 2월 23일 ~ 2001년 2월 27일 |      |
| 제22대    | 고진곤 | 2001년 2월 27일 ~ 2003년 2월 26일 |      |
| 제23~24대 | 김영모 | 2003년 2월 27일 ~ 2008년 2월 15일 |      |
| 제25대    | 서정웅 | 2008년 2월 16일 ~ 2011년 2월 23일 |      |
| 제26~27대 | 김서중 | 2011년 2월 24일 ~ 2017년 2월 21일 |      |
| 제28대    | 홍종흔 | 2017년 2월 22일 ~ 2020년 4월 22일 |      |
| 제29대    | 윤충기 | 2020년 4월 23일 ~ 2023년 2월 28일 |      |
| 제30대    | 마옥천 | 2023년 3월 1일 ~                  |      |

## 같이 보기
- 빵 (제과·제빵)
- 제과제빵기능사
- 제과기능장